# معركة الولجة
معركة الولجة التي وقعت في بلاد الرافدين في مايو 633 م، بين جيش الخلفاء الراشدين بقيادة خالد بن الوليد والامبراطورية الفارسية وحلفائها من العرب المسيحيين. في هذه المعركة كانت قوات الفرس ضعف قوات المسلمين، وهزم خالد بن الوليد القوات الفارسية رغم تفوقها العددي بنسخة مطورة من تكتيك الكماشة التي استخدمها حنبعل ضد الرومان في معركة كاناي.

## خلفية المعركة
بعد وفاة النبي محمد بايع الصحابة والمسلمون أبا بكر الصديق ليكون خليفة لرسول الله وأميراً للمؤمنين. في خلال 27 شهر، سحق تمرد القبائل العربية في جميع أنحاء شبه الجزيرة العربية أثناء حروب الردة واستعاد سلطة المدينة في الجزيرة العربية. بمجرد أن أخمدت نار الردة، بدأ أبو بكر الفتوحات الإسلامية وهي حملات ضد الإمبراطورية الفارسية والإمبراطورية البيزنطية، وبعد بضعة عقود ستؤدي تلك الحملات إلى قيام واحدة من أكبر الإمبراطوريات في التاريخ.
بعد الانتهاء من حروب الردة، أغار المثنى بن حارثة الشيباني ورجال من قومه على تخوم ممتلكات فارس، فبلغ ذلك أبا بكر، فسأل عنه، فقيل له: «هذا رجل غير خامل الذكر، ولا مجهول النسب، ولا ذليل العماد». ولم يلبث المثنى أن قدم على المدينة المنورة، وقال للصديق: «يا خليفة رسول الله استعملني على من أسلم من قومي أقاتل بهم هذه الأعاجم من أهل فارس»، فكتب له الصديق عهدًا. وقرر أبو بكر الصديق توسيع حدود الدولة الإسلامية، بدءًا من العراق إحدى أغنى الولايات الفارسية. اعتمد الجيش الذي فتح بلاد فارس أساسًا على المتطوعين للجهاد، تحت إمرة القائد العسكري خالد بن الوليد.
بدأت حرب المسلمين ضد الإمبراطورية الفارسية في نيسان/أبريل 633 م، حيث هزم جيش المسلمين الفرس في معركتين متتاليتين معركة ذات السلاسل ومعركة نهر الدم. كان هدف المسلمين الاستيلاء على مدينة الحيرة. بعد معركة نهر الدم، عاد جيش الخلفاء الراشدين تحت قيادة خالد بن الوليد مرة أخرى للحيرة؛ في الوقت نفسه وصلت أنباء الهزيمة في معركة نهر الدم إلى قطسيفون، فقرروا الاستعانة بالقبائل العربية الموالية لهم من سكان المنطقة.

## الجيش الفارسي
أمر الإمبراطور الساساني، اردشير الثالث بتجهيز جيشين آخرين في نفس يوم معركة نهر الدم، فبدأت القوات الفارسية بالتجمع في العاصمة الامبراطورية. جاؤوا من كل المدن والحاميات باستثناء من يحرسون الحدود الغربية مع الإمبراطورية الرومانية الشرقية.
في غضون أيام قليلة، كان الجيش الأول مستعدًا، توقع قادة الفرس أن المسلمين سيسيرون مع الفرات إلى الشمال الغربي في العراق، لأنهم يعرفون أن القوات العربية عبر التاريخ لا تتحرك بعيدًا عن الصحراء، والتي تستخدمها للتراجع في حالة الهزيمة. بعد توقع تحرك جيش المسلمين صوب الغرب، اختار أدرشير الثالث الولجة، موقعًا للمعركة التي سيوقف فيها خالد بن الوليد ويدمر جيشه. أول جيوش الامبراطورية الفارسية وصلت إلى قطسيفون، ووضعت تحت قيادة أندرزغار حاكم خراسان. أمر أندرزغار جيشه بالتقدم للولجة، حيث سيلحق به الجيش الثاني قريبًا. انطلق الجيش الأول من قطسيفون، وانتقل على طول الضفة الشرقية من دجلة، عبر دجلة في كسكر، وانتقل إلى الجنوب الغربي إلى الفرات، بالقرب من الولجة، عبر الفرات وعسكر في الولجة.

## جيش المسلمين
كانت معركة نهر الدم نصرًا هامًا للمسلمين. فمع انخفاض خسائرهم، هزم المسلمون جيشًا فارسيًا كبيرًا، وحصلوا على كمية هائلة من الغنائم. آنذاك بدأ المسلمون يدركون ضخامة موارد الإمبراطورية الفارسية؛ لكنهم لم يخوضوا سوى معركتين منفصلتين مع جيشين منفصلين والمسلمون هم الذين اختاروا أرض المعركة وما زالوا على حدود الإمبراطورية، وبإمكان الفرس جمع عدة جيوش ميدانية في آن واحد، كمثل تلك التي خاضت معركتي ذات السلاسل ونهر الدم.
نشر خالد شبكة العملاء من العرب المحليين المعادين للفرس لتخبره بمواقع الفرس. أبلغه العملاء عن وصول جيش فارسي جديد إلى الولجة، وعن ضخامة عدده. لم يكن أمام خالد بد من خوض المعركة للوصول إلى الحيرة. بجيش قوامه حوالي 15,000 رجل، انطلق خالد إلى الولجة.

## مناورة خالد
كانت أعداد كبيرة من الفرس الساسانيين قد فرت من المعارك السابقة، وعادت إلى حمل السلاح مرة أخرى. انضم الناجون من معركة ذات السلاسل إلى قارن بن قاريونس وقاتلوا في معركة نهر الدم، ثم انضم الناجون من معركة نهر الدم إلى أندرزاغار واتجهوا نحو الولجة. واجه المسلمون الجيشين باستراتيجية واحدة وتكتيك واحد:
1. الاستراتيجية: كان جيشان من الفرس على وشك أن يجمعا للاعتراض للمسلمين.[3] لحل هذه المشكلة، عزم خالد بن الوليد على الهجوم بسرعة، والقضاء على الجيش الأول (جيش أندرزاغر) ثم الجيش الثاني (جيش بهمن) قبل وصوله إلى مكان المعركة.
2. التكتيك: منع مقاتلي العدو من الهرب من خضم معركة وإعادة تنظيم صفوفهم والعودة لمواصلة القتال. لذلك، قرر خالد إحاطة الجيش الفارسي، والانقضاض عليه من الخلف، وتدمير جيشهم في هذا الوقت، في صورة معدّلة من تكتيك الكماشة.

وقد كان أمر خالد ضرار بن الأزور في ليلة المعركة أن يأخذ جزء من خيالة المسلمين ويلتف حول الهضبة من ميمنة وميسرة الجيش الفارسي في مسافة طويلة في طريق كان يعرفه العرب غير المسلمين ضد الفرس فلم يكن أندرزاغر يتوقع هذه الخطة فأطبق المسلمون الكماشة. أعطى خالد توجيهاته إلى سويد بن مقرن لمراقبة وحراسة المعابر التي قد يعبر منها الفرس ويهاجموا من الشمال والشرق، وتنبيهه في حالة وجود قوات جديدة للعدو في تلك الاتجاهات.

## موقع المعركة
كانت أرض المعركة سهلاً شاسعاً ممتداً بين مرتفعين يمتدان إلى حوالي ميلين وبارتفاع 30 قدمًا. شمال شرقي السهل يتداخل مع صحراء قاحلة، وعلى مقربة من الشمال الشرقي هناك فرع للفرات يسمى بـ«نهر خاسف».

## المعركة
كان أندرزاغر واثقاً من النصر، حتى إنه لم يزعج نفسه بالانسحاب إلى ضفة النهر على بعد ميل واحد، ليتمكن من استخدام النهر لحماية جيشه.
في مايو 633، نشر الجيشان قواتهما لخوض المعركة، ولكل منهما قلب وأجنحة. أجنحة المسلمين كانت بقيادة عاصم بن عمرو وعدي بن حاتم. انتشر الجيش الفارسي في وسط السهل، وكان مواجهًا للشرق وللجنوب الشرقي، وفي الجنوب الغربي كانت وراءه التلال. شكل خالد جيشه أمام تلال الشمال الشرقي، في مقابل الجيش الفارسي. ساحة المعركة، كانت تبعد حوالي ميلين إلى الجنوب الشرقي من عين الموهاري، وعلى بعد 35 ميلاً إلى الجنوب الشرقي تقع النجف و6 أميال إلى الجنوب الشرقي تقع خش الصنافية. تألفت معظم قوات المسلمين من المشاة، مع عدد قليل من الفرسان.
توقع الفرس أن يكون جيش خالد أكبر بكثير. في الليلة التي سبقت معركة الولجة أرسل خالد اثنين من ضباطه بشر بن أبي رحم وسعيد بن مارا وجعل كلاً منهما قائدًا على قوة من نحو 2,000 فارس، وأمرهم على النحو التالي:
1. سوف يأخذ كل منهما فرسانه خلال الليل ويتحرك بسرعة في الجنوب من مخيم الفرس.
2. عند الوصول إلى الجانب الآخر من سلسلة التلال التي تمتد وراء مخيم الفرس، سيخفيان الرجال ولكن يحتفظان بهم على أهبة الاستعداد للتحرك خلال فترة قصيرة.
3. عند الصباح ستبدأ المعركة، وسيبقون رجالهم وراء التلال، وسيضعون عددًا من المراقبين لانتظار إشارة خالد.
4. عندما يعطي خالد إشارته، سيهاجمان القوات الفارسية من المؤخرة، وكل مجموعة ستهاجم جناحًا.[4]

صدرت الأوامر اللازمة من خالد لمن كان يجب أن يعرف هذه الخطة، حتى يتسنى لهم تنظيم وتحضير قوات الضربة دون حدوث أي توقف وبسرية تامة، لذا لم يتم إعلام المقاتلين المسلمين العاديين شيئاً من مناورة تكتيك الكماشة. شكل خالد جيشه بالـ 10,000 المتبقية قبالة الجيش الفارسي الساساني. اعتمدت إستراتيجية أندرزاغر قائد الفرس على الدفاع وترك المسلمين يهاجمون أولاً، ثم بعد أن يمتص هجمتهم يشرع في هجوم مضاد لهزيمة جيش المسلمين. تمت المرحلة الأولى من المعركة وفق خطة أندرزاغر، حيث أمر خالد الجيش بشن هجوم عام. أبقى قائد الفرس قواتٍ احتياطية ليشركها في الوقت المناسب بعد أن يكون قد بلغ بالمسلمين التعب مبلغه، الأمر الذي يتيح له التحكم في المعركة. خلال هذا الوقت، بارز خالد بن الوليد بطلاً فارسياً عملاقاً يطلق عليه هزار مارد وقتله، فكان هذا نصرًا نفسيًا للمسلمين.
انتهت المرحلة الأولى، وبدأت المرحلة الثانية من المعركة بهجوم مضاد لجيش الفرس، بعد أن شاهد أندرزاغر علامات التعب على الجنود المسلمين، لذا قرر أن هذه هي اللحظة المناسبة للهجوم المضاد لجيش الفرس، فهاجم سلاح الفرسان الفارسي مقدمة جيش المسلمين.
تمكن المسلمون من احتجازهم لبعض الوقت، لكن الفرس زادوا الضغط. فتراجع جيش المسلمين، وتوقف الهجوم حتى إصدار تعليمات أخرى من خالد بن الوليد. أعطى خالد في النهاية الإشارة للمضي قُدمًا. عندئذ، هاجمت فرقتا فرسان المسلمين مؤخرة الجيش الفارسي وجناحيه. ومع مرور الوقت لاحت بوادر الهزيمة على جيش الفرس، فاستأنف مشاة جيش المسلمين بقيادة خالد بن الوليد الهجوم على الجبهة الفارسية، واتصلا بفرقتي الفرسان لإحاطة الفرس تمامًا.
انضغط الجيش الفارسي في مساحة قليلة، فعجزوا عن استخدام أسلحتهم بحرية أو تجنب ضربات المهاجمين. انتهت المعركة بخسائر فادحة للجيش الفارسي، ولم تتمكن سوى بضعة آلاف من الجنود من الفرار، وفر أندرزاغر نفسه في اتجاه الصحراء العربية بدلا من الفرات وتوفي في تلك المنطقة عطشًا.

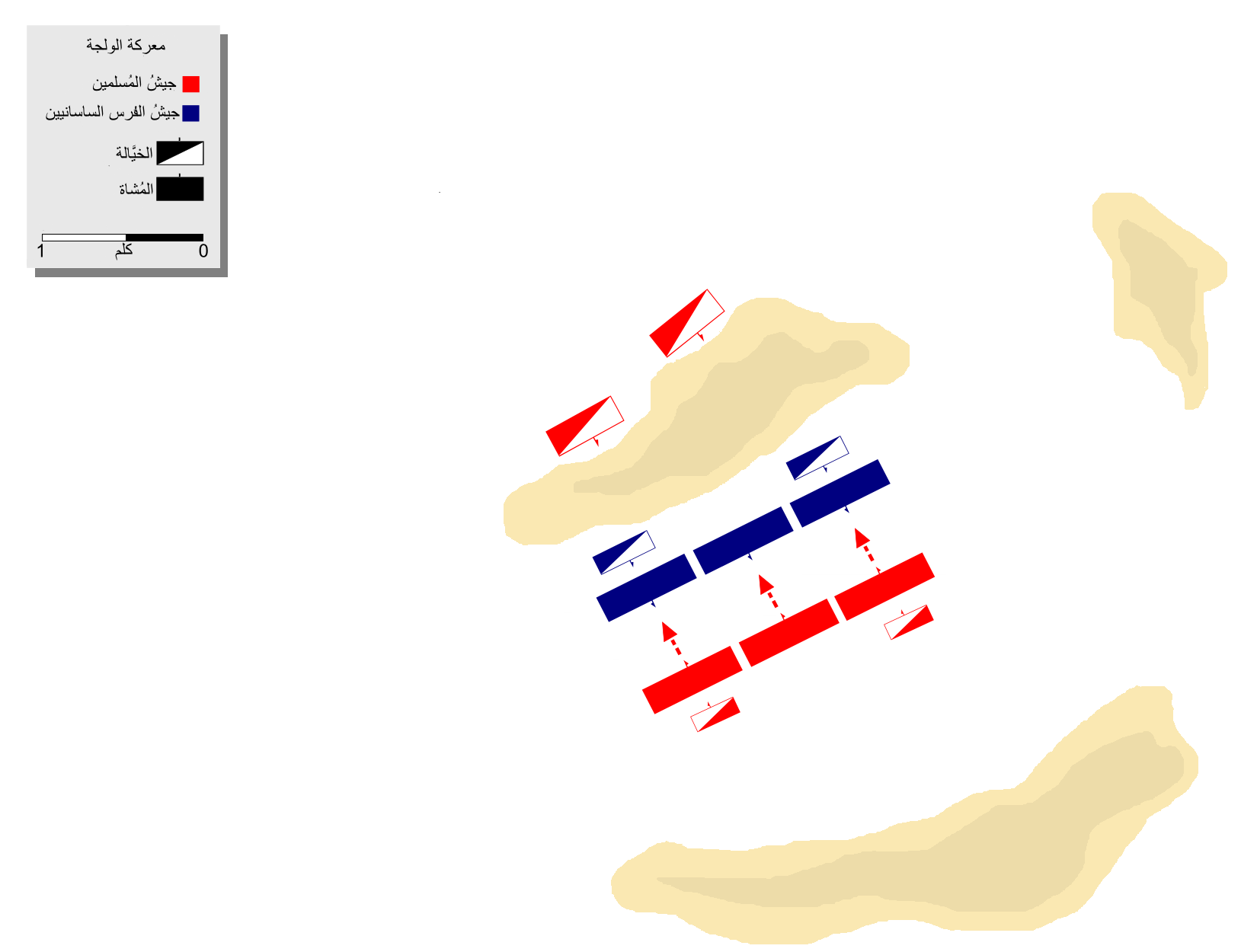
المرحلة الأولى: المسلمون يشنون هجوم عام على الفرس.
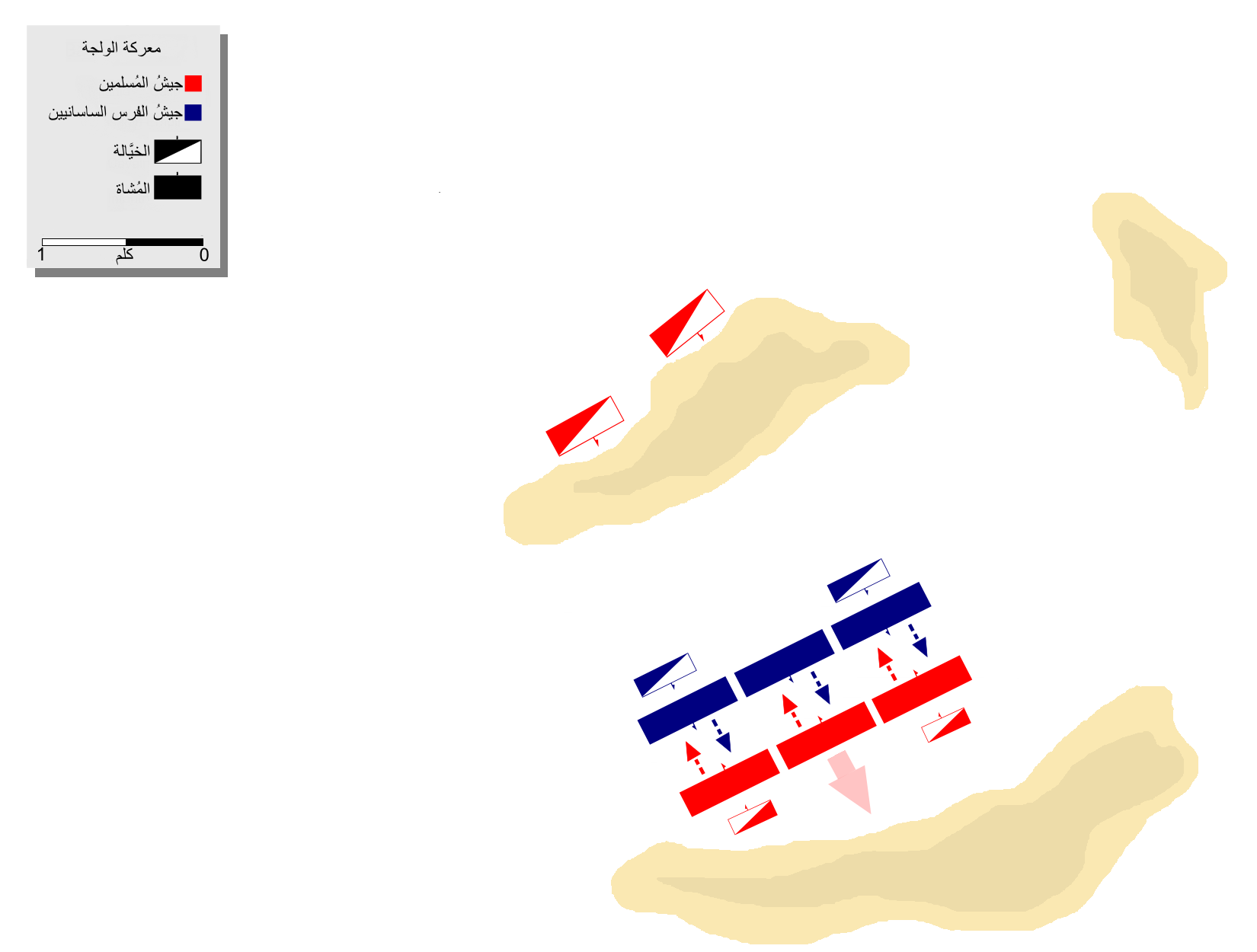
المرحلة الثانية: الفرس يردون بهجوم مضاد، وخالد يأمر جيشه بالتراجع ببطء لاحتواء جيش الفرس.
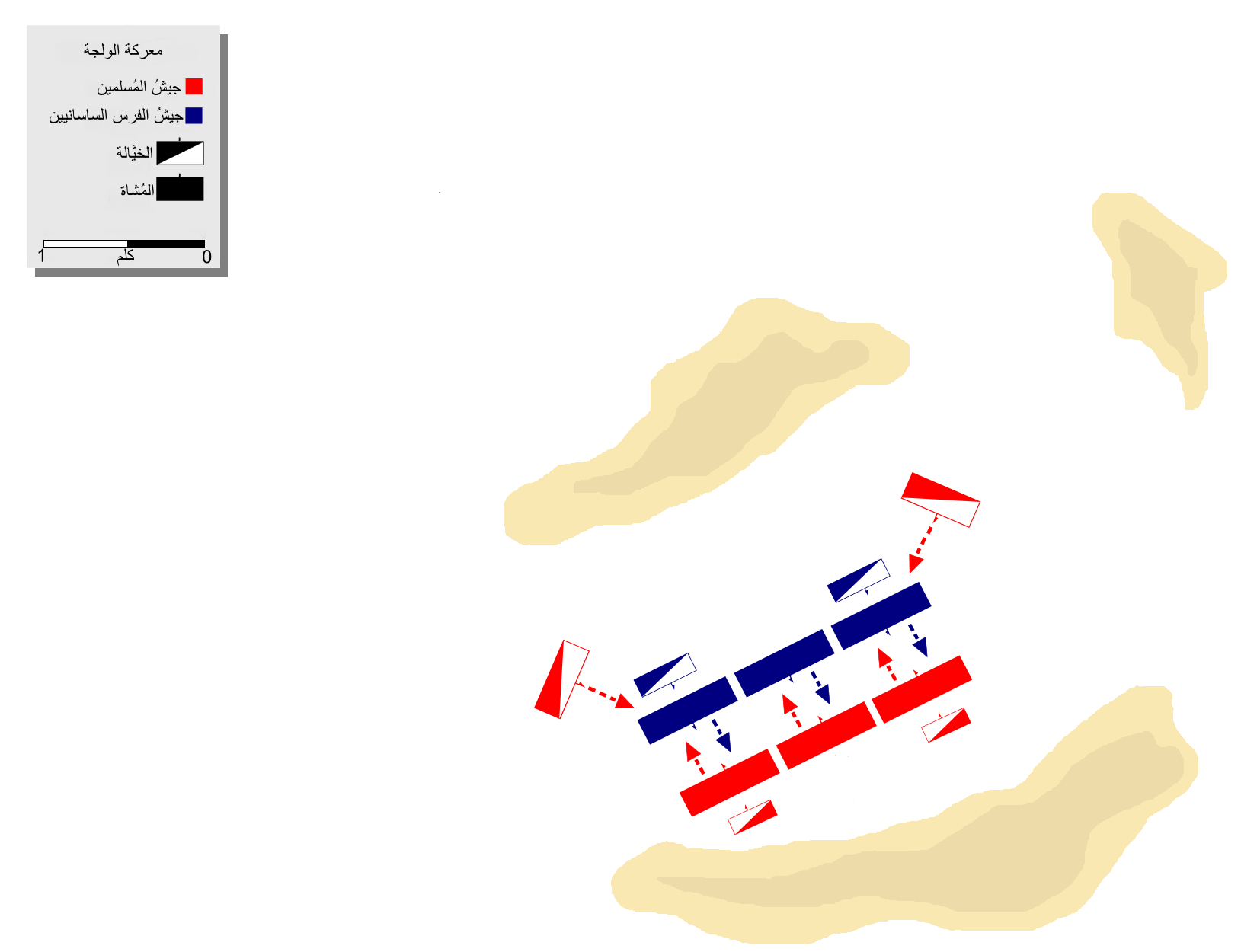
فرسان كمين المسلمين يهاجمون جناحي جيش الفرس ومؤخرته.
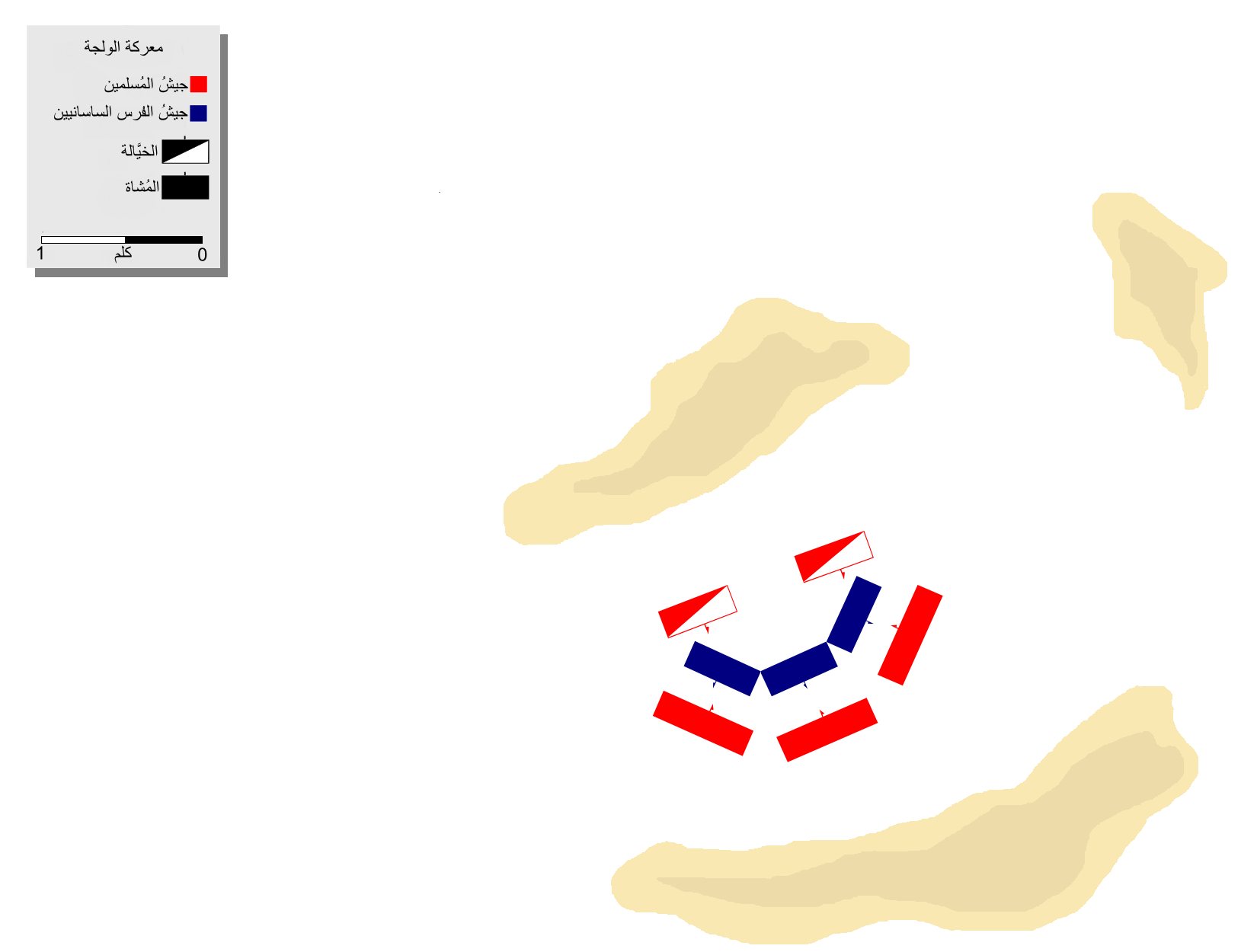
فرسان المسلمين ومُشاتهم يطبقون على جيش الفرس من كل الجوانب.

## ما بعد المعركة
بعد المعركة جمع خالد رجاله المجهدين بعد انتصارهم الساحق على الفرس. كانت معركة الولجة أطول وأشرس المعارك التي خاضها المسلمون في العراق، لذلك سعى خالد بن الوليد إلى ضمان أن تبقى معنويات المسلمين مرتفعة.
بعد القضاء على جيش فارسي آخر وحلفاءه العرب المسيحيين في معركة أليس ومعركة الحيرة، عاصمة بلاد الرافدين في أواخر مايو 633م، وتلا ذلك معركة الأنبار والنجاح في حصار عين التمر. مع سقوط المدن الرئيسية كلها في جنوب ووسط العراق، باستثناء قطسيفون، أصبح العراق تحت سيطرة المسلمين. في عام 634م، أمر أبو بكر خالد بن الوليد بالتوجه مددًا لجيوش المسلمين في الشام بنصف جيشه، وترك النصف الآخر تحت قيادة المثنى بن حارثة الشيباني.
شكل الفرس في ظل الإمبراطور الجديد يزدجرد الثالث جيشًا جديدًا وهزموا المسلمين في معركة الجسر، وأعادوا ضم العراق. كان الفتح الإسلامي الثاني للعراق تحت قيادة سعد بن أبي وقاص الذي هزم الجيش الفارسي في معركة القادسية في عام 636م وفتح قطسيفون. وتبع ذلك كله فتح الإمبراطورية الفارسية كلها.